# Oscar Handlin
Oscar Handlin (* 29. September 1915 in New York City; † 20. September 2011 in Cambridge, Massachusetts) war ein US-amerikanischer Historiker. Als Geschichtsprofessor an der Harvard University betreute er während seiner über 50 Jahre dauernden Tätigkeit 80 Dissertationen und trug zur Förderung der Sozial- und Ethnogeschichte bei, wobei er in den 1950er-Jahren den Bereich der Einwanderungsgeschichte begründete. Handlin erhielt 1952 den Pulitzer-Preis für Geschichte für The Uprooted. Handlins Aussage vor dem Kongress im Jahr 1965 soll eine wichtige Rolle bei der Verabschiedung des Immigration and Naturalization Services Act of 1965 gespielt haben, mit dem das diskriminierende Einwanderungsquotensystem in den USA abgeschafft wurde.

## Leben
Handlin wurde 1915 im New Yorker Stadtbezirk Brooklyn als ältestes von drei Kindern russisch-jüdischer Einwanderer geboren. Seine Mutter Ida Yanowitz kam 1904 in die Vereinigten Staaten und arbeitete in der Bekleidungsindustrie. Sein Vater Joseph wanderte 1913 ein, nachdem er eine Handelsschule in der Ukraine besucht hatte und während des Russisch-Japanischen Krieges als Soldat in Harbin stationiert gewesen war. Handlins Eltern widmeten sich leidenschaftlich der Literatur und dem Geistesleben. Aufgrund ihrer Erfahrungen mit religiöser Verfolgung im zaristischen Russland setzten sie sich vehement für Demokratie und soziale Gerechtigkeit ein. Das Paar besaß einen Lebensmittelladen, dessen Erfolg zusammen mit Immobilieninvestitionen es ihnen ermöglichte, ihre Kinder Oscar, Nathan und Sarah an der Harvard University studieren zu lassen.
Im Jahr 1930 trat Handlin im Alter von 15 Jahren in das Brooklyn College ein, wo er 1934 seinen Abschluss machte und 1935 einen Master of Arts an der Harvard University erwarb, nachdem er ein Frederick-Sheldon-Stipendium für Forschungen in Europa erhalten hatte. „Ich weiß nicht, warum“, scherzte Handlin 1952 in einem Interview mit dem Boston Globe. „Ich schätze, sie mochten einfach mein Gesicht.“ Auf seinen Reisen durch England, Irland, Italien und Frankreich begann er, Material zusammenzutragen, welches er für sein erstes Buch Boston’s Immigrants, 1790–1865 benutzte.
Zwischen 1936 und 1938 lehrte Handlin Geschichte am Brooklyn College, bevor er wieder an die Harvard University wechselte.
Laut Handlin war es Arthur M. Schlesinger, Sr., der „meine Aufmerksamkeit auf die sozialgeschichtlichen Themen lenkte, die seither einen Großteil meiner Aufmerksamkeit beanspruchen“, und ihn dazu drängte, seine Dissertation über die Einwanderung nach Boston im späten 18. und frühen 19. Jahrhunderts zu schreiben. 1940 erhielt er seinen Doktortitel, 1939 trat er der Fakultät bei und blieb bis 1986, wobei sich seine Arbeit auf das Thema der Einwanderer in den USA und ihren Einfluss auf die Kultur konzentrierte.
Während seiner Zeit als Doktorand in Harvard wurde Handlin die Position des Vizepräsidenten im nach Henry Adams benannten Club verweigert, weil er Jude war. Er gehörte zu den ersten jüdischen Wissenschaftlern, die auf eine ordentliche Professur in Harvard berufen wurden. Er unterrichtete auch an der Harvard Extension School.
Außerhalb des Hörsaals war Handlin ein Mann der wenigen Worte, aber jedes Wort zählte. Er besaß einen sardonischen Witz, der durch seine Liebe zu den Romanen von James Branch Cabell, den Operetten von Gilbert und Sullivan und den Cartoons von Al Capp, einem Freund der Familie, geschärft wurde.
Handlin wurde 1954 in die American Academy of Arts and Sciences und 1999 in die American Philosophical Society gewählt.
Er starb im Alter von 95 Jahren in Cambridge. Obwohl er ein überzeugter Antikommunist und Gegner des Vietnamkriegs war, wurde er sowohl von linken als auch von rechten Wissenschaftlern geehrt.

## Mitwirkung
Handlin war als wissenschaftlicher Organisator und Verwalter sehr aktiv. In der Harvard-Geschichtsabteilung half er bei der Gründung des Zentrums für das Studium der Geschichte der Freiheit in Amerika und leitete es von 1958 bis 1967; von 1965 bis 1973 war er außerdem Vorsitzender des Charles Warren Center for Studies in American History. Von 1962 bis 1966 war er ein hochrangiger Beamter des United States Board of Foreign Scholarships, das die Fulbright-Stipendien vergibt. Er war Mitglied des Aufsichtsgremiums der Brandeis University und Treuhänder der New York Public Library. Von 1979 bis 1984 war er Chefbibliothekar von Harvard und 1972 stellvertretender Direktor der Harvard University Press.
In den Jahren von 1972 bis 1973 hatte Handlin die Harold-Vyvyan-Harmsworth-Professur für amerikanische Geschichte an der University of Oxford.

## Positionen

### Einwanderung
Zu Handlins vielen wichtigen Beiträgen gehörte seine Pionierarbeit über die Einwanderung nach Amerika. In seinem mit dem Pulitzer-Preis ausgezeichneten Werk The Uprooted beginnt er mit der berühmten Erklärung: „Einst dachte ich daran, eine Geschichte der Einwanderer in Amerika zu schreiben. Dann entdeckte ich, dass die Einwanderer die amerikanische Geschichte waren.“ Damit legte Handlin den Grundstein für die Untersuchung der Einwanderung durch die nachfolgende Historikergeneration, auch wenn viele von ihnen seinen Archetypus des Einwanderers bestreiten würden, der in erster Linie von religiösen Überzeugungen geleitet wird, mit Lohnarbeit oder städtischen Verhältnissen nicht vertraut ist und die Migration in erster Linie als Entfremdung von Familie, Gemeinschaft und Tradition erlebt hat.
Handlin war einer der produktivsten und einflussreichsten amerikanischen Historiker des 20. Jahrhunderts. Als amerikanischer Historiker und Pädagoge war er bekannt für seine eingehende Untersuchung der amerikanischen Einwanderungsgeschichte, der ethnischen Geschichte und der Sozialgeschichte. Seine Dissertation wurde als sein erstes Buch Boston’s Immigrants, 1790–1865: A Study in Acculturation 1941 veröffentlicht, das aufgrund seiner innovativen Forschung zu soziologischen Konzepten und Volkszählungsdaten hoch angesehen war. Im Jahr 1941 erhielt es den renommierten John-H.-Dunning-Preis der American Historical Association als herausragendes historisches Werk eines jungen Wissenschaftlers. Das American Journal of Sociology beschrieb es als „die erste historische Fallstudie über den Einfluss von Einwanderern auf eine bestimmte Gesellschaft und die Anpassung der Einwanderer an diese Gesellschaft. Der Autor hat ein neues Feld für die historische Forschung eröffnet und auch einen bedeutenden Beitrag zur Literatur über Rassen- und Kulturkontakte geleistet.“
Im Jahr 1947 veröffentlichten er und seine erste Frau Mary Flug Handlin Commonwealth: A Study of the Role of Government in the American Economy: Massachusetts 1774–1861, in dem zum ersten Mal die Bedeutung des politischen Handelns bei der Entwicklung des freien Unternehmertums in den USA aufgezeigt wurde.
Ende der 1950er-Jahre veröffentlichte Oscar Handlin fast jedes Jahr ein Buch zu den Themen Bürgerrechte, Freiheit, ethnische Zugehörigkeit, Stadtgeschichte, Bildungsgeschichte, Außenpolitik, Migration, Biografie, Jugend und sogar einen Gedichtband. Manchmal schrieb er gemeinsam mit seiner ersten Frau Mary Flug Handlin und, nach ihrem Tod 1976, mit seiner zweiten Frau Lilian Bombach Handlin, die er 1977 heiratete.
In den 1960er Jahren veröffentlichte Handlin elf Bücher, schrieb eine monatliche Kolumne für The Atlantic Monthly, leitete das Center for the Study of Liberty in America, half bei der Leitung eines kommerziellen Fernsehsenders in Boston und war Vorsitzender eines Gremiums, das die Vergabe von Fulbright-Stipendien überwachte – all dies zusätzlich zu seinen Lehraufgaben in Harvard. Von 1979 bis 1983 war er Direktor der Harvard University Library. Außerdem gab er 1969 eine 42-bändige Sammlung von Büchern zu Themen der Einwanderung und der ethnischen Zugehörigkeit heraus, The American Immigration Collection. In den folgenden drei Jahrzehnten veröffentlichte Handlin 12 weitere Werke, viele zum Thema Freiheit, und gab mindestens 20 Biografien heraus. Er setzte seine Arbeit über Einwanderer mit From the Outer World 1997 fort, in dem er die Reiseberichte von Besuchern der Vereinigten Staaten aus außereuropäischen Ländern sammelte.
James Grossman, US-amerikanischer Historiker und Vorsitzender der American Historical Association, bezeichnet Handlin folgendermaßen: „Er richtete das gesamte Bild der amerikanischen Geschichte neu aus, weg von der Ansicht, dass Amerika auf dem Geist des Wilden Westens aufgebaut wurde, hin zu der Idee, dass wir eine Nation von Einwanderern sind.“

### Sklaverei
Oscar Handlin vertrat die Auffassung, dass der Rassismus ein Nebenprodukt der Sklaverei war und dass das Hauptaugenmerk auf der Tatsache lag, dass Sklaven, ebenso wie Vertragsbedienstete, aufgrund ihres Status und nicht unbedingt aufgrund ihrer Rasse als minderwertig angesehen wurden.

### Civil Rights Movement
Im Jahr 1964 veröffentlichte Handlin Fire Bell in the Night: The Crisis in Civil Rights, in dem er weiße Rassisten und Vorstadtliberale kritisierte, aber auch die Linke für ihre kommunistisch inspirierten Lösungen wie Quoten, Schulbusse und positive Maßnahmen kritisierte, indem er schrieb: „Die Vorzugsbehandlung erfordert eine Abkehr von dem Ideal, das den Einzelnen nach seinen eigenen Verdiensten und nicht nach seiner Zugehörigkeit beurteilt.“

### Left and Right
Im März 1961 unterzeichnete Handlin eine von der American Civil Liberties Union (ACLU) organisierte Petition von Wissenschaftlern, die forderte, dass das Komitee für unamerikanische Umtriebe seine Tätigkeit einstellt.
1961 veröffentlichte Handlin The Distortion of America, seine Kritik an den Attraktionen des Kommunismus. Die zweite Auflage von 1996 befasst sich mit Jugoslawien, China und Arthur Koestler. „Das Studium der menschlichen Vergangenheit hat mich davon überzeugt, dass der Mensch trotz des häufigen Risikos des Scheiterns die Fähigkeit hat, die Welt, in der er lebt, zu ordnen und einen Sinn zu finden, wenn er die Kraft seiner Vernunft dafür einsetzt.“
Sein langjähriger Kollege Bernard Bailyn wies auf Handlins Engagement hin, eine historische Perspektive auf politische Fragen zu bieten:

“He published widely on all the major public issues of the time: racism, group life, anti-Semitism, prejudice, the Bill of Rights, the business corporation, ethnicity, and the Jews and other groups in American society. He was liberal in social controversies, especially those related to immigration, race, social justice, and equal opportunity. In the Vietnam era, however, shocked by what he took to be the naive views of the left-leaning professoriate, he turned to the right and became deeply conservative in his politics.”

„Er veröffentlichte zahlreiche Publikationen zu allen wichtigen öffentlichen Themen seiner Zeit: Rassismus, Gruppenleben, Antisemitismus, Vorurteile, die Bill of Rights, Unternehmen, ethnische Zugehörigkeit sowie die Juden und andere Gruppen in der amerikanischen Gesellschaft. In sozialen Kontroversen war er liberal, vor allem wenn es um Einwanderung, Rasse, soziale Gerechtigkeit und Chancengleichheit ging. In der Vietnam-Ära wandte er sich jedoch, schockiert von den seiner Meinung nach naiven Ansichten der linksgerichteten Professorenschaft, nach rechts und wurde in seiner Politik zutiefst konservativ.“

1979 veröffentlichte Handlin Truth in History, in dem er die Historiker der Neuen Linken und die Korrumpierung der amerikanischen Universitäten durch Modeerscheinungen, Einstellungsquoten, Überspezialisierung und Zersplitterung des Geschichtsstudiums sowie Mängel in der Graduiertenausbildung kritisierte.

### Vietnamkrieg
Im Dezember 1967 war Handlin einer von vierzehn antikommunistischen amerikanischen Wissenschaftlern, die einen Bericht für das Freedom House Public Affairs Institute mitverfassten, in dem sie die Ansicht vertraten, dass ein Rückzug der USA aus Vietnam zu einer Katastrophe führen würde. 1988 gründeten Handlin, John Silber und andere die konservative National Association of Scholars.

## Werke
- Oscar Handlin: Boston’s immigrants, 1790–1880: A study in acculturation. Belknap Press of Harvard University Press, Cambridge, Mass. 1991, ISBN 0-674-07986-8 (amerikanisches Englisch, archive.org).
- Oscar Handlin, Mary Flug Handlin: Commonwealth: A Study of the Role of Government in the American Economy: Massachusetts, 1774–1861. New York University Press, 1947, ISBN 0-674-14691-3 (amerikanisches Englisch).
- Oscar Handlin: The Uprooted: The epic story of the great migrations that made the American people. Grosset & Dunlap, New York City 1951 (amerikanisches Englisch, archive.org).
- Oscar Handlin: Adventure in Freedom: Three Hundred Years of Jewish Life in America. McGraw-Hill, 1954 (amerikanisches Englisch).
- Oscar Handlin: Chance Or Destiny Turning Points In American History. Little, Brown and Company, Boston 1. September 1955 (amerikanisches Englisch, archive.org).
- Oscar Handlin: Race and nationality in American life. Little, Brown and Company, Boston 1957 (amerikanisches Englisch, archive.org).
- Oscar Handlin: Readings in American History. Knopf, 1957 (amerikanisches Englisch).
- Oscar Handlin: Al Smith and his America. Little, Brown and Company, Boston 1958 (amerikanisches Englisch, archive.org).
- Oscar Handlin: The newcomers: Negroes and Puerto Ricans in a changing metropolis. Harvard University Press, Cambridge 1959 (amerikanisches Englisch, archive.org).
- Oscar Handlin: The Distortion of America. Transaction Publishers, 1996, ISBN 1-56000-237-9 (amerikanisches Englisch).
- Oscar Handlin: The dimensions of liberty. Belknap Press of Harvard University Press, Cambridge 1961 (amerikanisches Englisch, archive.org).
- Oscar Handlin: The Americans: A New History of the People of the United States. 1. Auflage. The Atlantic Monthly Press – Little, Brown and Company, Boston 1963 (amerikanisches Englisch).
- Oscar Handlin: A Continuing Task; the American Jewish Joint Distribution Committee: 1914–1964. Random House, 1965 (amerikanisches Englisch).
- Oscar Handlin: Fire-bell in the night; the crisis in civil rights. Little, Brown and Company, Boston 1964 (amerikanisches Englisch, archive.org).
- Oscar Handlin: Children of the Uprooted. G. Braziller, 1966, ISBN 0-8076-0361-9 (amerikanisches Englisch).
- Oscar Handlin, Mary Handlin: The popular sources of political authority; documents on the Massachusetts constitution of 1780. Belknap Press of Harvard University Press, Cambridge 1966 (amerikanisches Englisch, archive.org).
- Oscar Handlin: The American college and American culture; socialization as a function of higher education. McGraw-Hill, New York City 1970 (amerikanisches Englisch, archive.org).
- Oscar Handlin: Statue of Liberty. Newsweek, 1971, ISBN 0-88225-004-3 (amerikanisches Englisch).
- Oscar Handlin: A pictorial history of immigration. Crown Publishers, New York City 1972 (amerikanisches Englisch, archive.org).
- Oscar Handlin: Truth in History. Harvard University Press, Cambridge 1979, ISBN 0-674-91026-5 (amerikanisches Englisch).
- Oscar Handlin, Lilian Handlin: Liberty in America, 1600 to the present. Harper & Row, New York City 1986, ISBN 0-06-015617-1 (amerikanisches Englisch, archive.org).
- Oscar Handlin, Lilian Handlin: From the Outer World. Harvard University Press, Cambridge 1997, ISBN 0-674-32640-7 (amerikanisches Englisch).